# Ostrygojad krótkodzioby
Ostrygojad krótkodzioby (Haematopus chathamensis) – gatunek średniej wielkości ptaka z rodziny ostrygojadów (Haematopodidae). Występuje na czterech spośród wysp Chatham, tym samym jest endemitem Nowej Zelandii. Uznawany za zagrożonego wyginięciem nieprzerwanie od 1988 roku. Dzięki przygodnym, nieskoordynowanym jeszcze działaniom ochronnym pod koniec lat 90. XX wieku oraz programowi ochrony gatunku prowadzonemu w latach 2001–2011 liczebność populacji wzrosła i ustabilizowała się.

## Taksonomia
Po raz pierwszy gatunek opisał Ernst Hartert w 1927. Holotyp pochodził z wysp Chatham, nie wskazano dokładnego miejsca. Został pozyskany w 1890 przez Henry’ego Palmera i był przechowywany w Muzeum Historii Naturalnej w Tring. Autor nadał nowemu gatunkowi nazwę Haematopus ostralegus chathamensis, tym samym uznając go za podgatunek ostrygojada zwyczajnego (H. ostralegus).
Obecnie (2021) Międzynarodowy Komitet Ornitologiczny (IOC) umieszcza ostrygojada krótkodziobego w rodzaju Haematopus jako odrębny gatunek, tak jak i inne autorytety. Wyniki badań genetycznych opublikowane w 2007 potwierdziły odrębność gatunkową zarówno ostrygojada krótkodziobego, jak i ostrygojada nowozelandzkiego (Haematopus finschi). Obejmowały one dość krótkie sekwencje z czterech regionów mtDNA, były to jednak badania wstępne. Ponad dekadę później (2019) rezultaty analiz z użyciem barkodów DNA wykazały, że wybrany jako barkod fragment genu COI nie pozwala na identyfikację tych trzech wymienionych taksonów co do gatunku. Dystans genetyczny był jednak największy dla sekwencji ostrygojadów krótkodziobych.
Na Wyspie Północnej i Południowej występują dwa gatunki ostrygojadów: ostrygojad zmienny (H. unicolor) na obydwu i ostrygojad nowozelandzki (H. finschi) na Południowej. Izolacja genetyczna między ich populacjami utrzymuje się dzięki międzygatunkowym różnicom w preferencjach środowiskowych, zajmowanych niszach ekologicznych, wymaganiach pokarmowych, biologii lęgowej i systemowi kojarzenia. Ostrygojad krótkodzioby ma cechy pośrednie między nimi. Pod względem pory lęgowej, głosów, niektórych zachowań społecznych i budowy jaj przypomina ostrygojada nowozelandzkiego. Na nich obydwu nie pasożytują wszoły Quadraceps ridgwayi (Philopteridae), które dokuczają ostrygojadom zmiennym. Do nich znów ostrygojady krótkodziobe podobne są poprzez przywiązanie do skalistych terenów, niepodejmowanie wędrówek i gniazdowanie na wybrzeżach.

## Morfologia
Długość ciała wynosi 47–49 cm, masa ciała – średnio 540 g u samców i 640 g u samic (n=8 dla obydwu płci). Ostrygojady krótkodziobe są nieco mniejsze od ostrygojadów zmiennych (H. unicolor). W upierzeniu nie występuje dymorfizm płciowy, płeć można odróżnić u ptaków przebywających w parach – samice są nieco większe i z dłuższym dziobem. Nie występuje sezonowa zmienność w upierzeniu.
| Płeć   | n | Dł. skrzydła          | Dł. ogona            | Dł. dzioba            | Dł. skoku             | Źródła              |
| ------ | - | --------------------- | -------------------- | --------------------- | --------------------- | ------------------- |
| samce  | 8 | 251,6 ± 2,2 (SD: 6,2) | 96,1 ± 1,0 (SD: 2,8) | 67,8 ± 0,97 (SD: 2,7) | 51,3 ± 0,45 (SD: 1,3) | [ 12 ] [ 16 ] [ 9 ] |
| samice | 8 | 265,8 ± 3,0 (SD: 8,5) | 99,4 ± 1,1 (SD: 3,1) | 76,8 ± 1,99 (SD: 5,6) | 53,7 ± 0,75 (SD: 2,2) | [ 12 ] [ 16 ] [ 9 ] |

Głowa, szyja, pierś i wierzch ciała są czarne, połyskujące. Pozostała część spodu ciała biała, poza kępką czarniawych piór z tyłu kości piszczelowo-stępowej. Między białym brzuchem a piersią granicę wyznacza pas czarnych plam. Niekiedy skupione są jedynie po bokach piersi, gdzie mogą zostać zakryte skrzydłem i wówczas granica między czarną piersią i białym spodem ciała jest wyraźnie zaznaczona. Dziób jaskrawopomarańczowy, u niektórych osobników z jasną żółtawą końcówką. Tęczówka szkarłatna, naga skóra wokół oka pomarańczowoczerwona. Nogi i stopy koraloworóżowe.
Ostrygojady krótkodziobe są jedynymi osiadłymi na Wyspach Chatham przedstawicielami swej rodziny. Pojawiały się tam ostrygojady nowozelandzkie, które od krótkodziobych odróżnić można dzięki czysto białym pokrywom nadogonowym i kuprze (biel sięga aż do górnej części grzbietu, tworząc pole o kształcie klina), ostrym rozgraniczeniu między czarną piersią i białym spodem ciała (sięgającym też nieco wyżej na piersi), nieco szerszym pasku skrzydłowym, większej ilości bieli na spodzie skrzydła (czysto białe są pokrywy podskrzydłowe oraz nasady lotek), mniejszym rozmiarom i proporcjonalnie dłuższemu dziobowi oraz cieńszym nogom. Preferują też piaszczyste plaże i błotniska, inaczej niż ostrygojady krótkodziobe. Ostrygojady zmienne (nieodnotowane na Wyspach Chatham) odmiany czarno-białej są bardzo podobne, różnią się brakiem białej wstawki w zgięciu skrzydła lub tylko niewielką domieszką bieli, do tego gęsto pokrywają je nieregularne czarne plamy. Te same cechy występują u młodocianych ostrygojadów krótkodziobych.

## Zasięg występowania

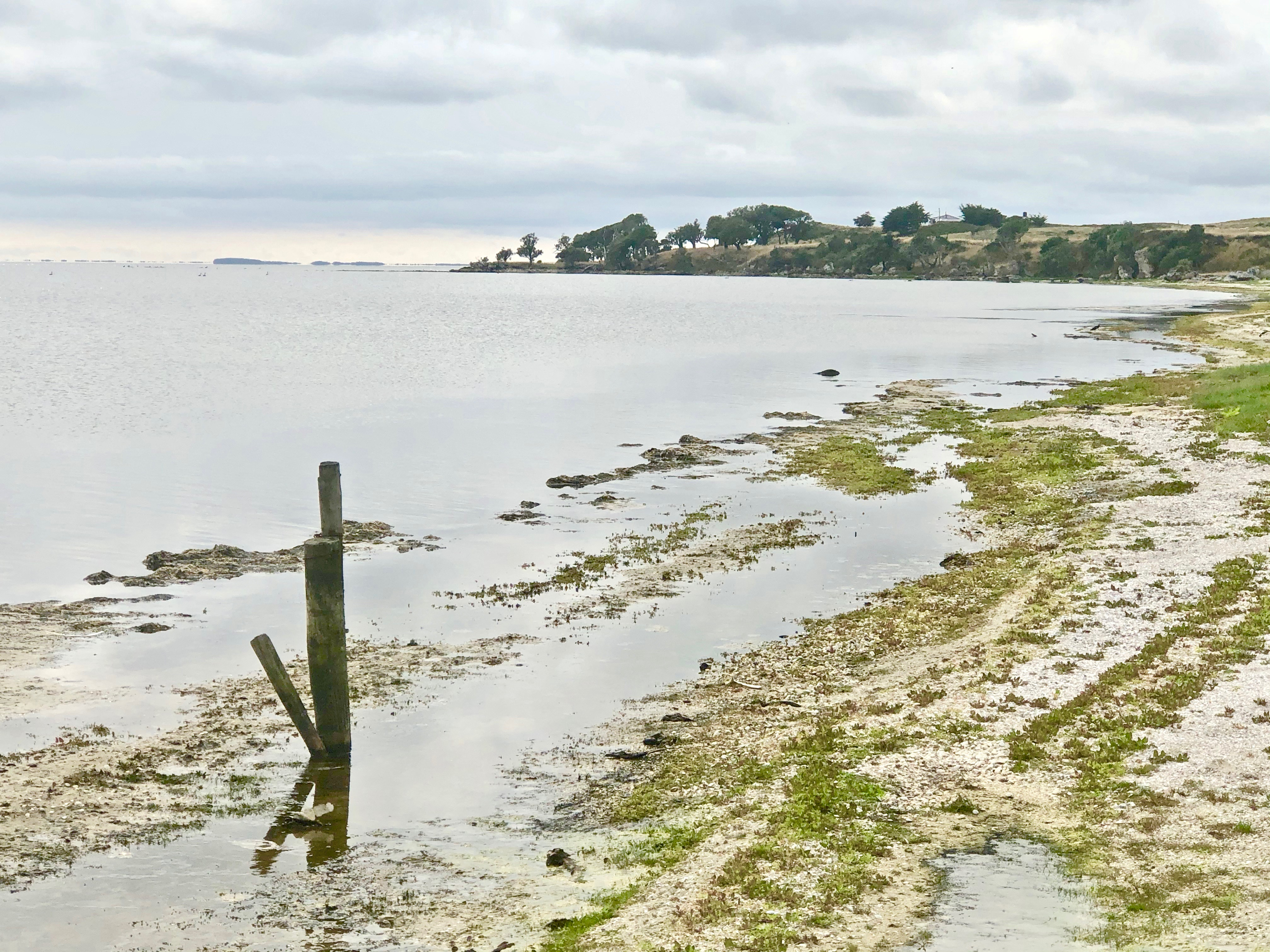
Te Whanga Lagoon na Wyspie Chatham. Ostrygojady krótkodziobe obserwowano wzdłuż całego wybrzeża tej laguny, jednak nie gniazdują tam, a jedynie żerują

Ostrygojady krótkodziobe występują na czterech spośród Wysp Chatham: Chatham, Pitt Island, Rangatira i Mangere. Obserwacja na Star Keys w latach 1987–1988 nie została potwierdzona. W 1999 blisko 70% par gniazdowało na wyspie Chatham, na Pitt Island – 15%, na Rangatira – 10%, na Mangere – 5%. W latach 2010 i 2014 na Chatham gniazdowało około 85% par.
W 1999 ostrygojady krótkodziobe gniazdowały oraz żerowały wzdłuż około 310 km (96–97% z 338 km) wybrzeża morskiego tych wysp oraz 100 km (100%) wybrzeża Te Whanga Lagoon na wyspie Chatham (przy czym w lagunie Te Whanga nie gniazdują). Chociaż ostrygojady krótkodziobe wykorzystują niemal całe wybrzeże morskie tych wysp, to 90–94% terytoriów w 2014 było skupione na 154 km, około 46% całości. Na Mangere i Rangatira nie ma strefy, w której szczególnie by się skupiały, na Pitt Island to wschodnie wybrzeże, a na Chatham kilka odcinków – północne wybrzeże od Waitangi West do Kaingaroa, od Port Hutt do północnej Long Beach, przy Okawa, Owenga, na południowo-zachodnim wybrzeżu i kilku miejscach przy południowym.
Nie jest znany zasięg ostrygojada krótkodziobego z czasów przedkolonialnych. Kości odnaleziono w pokładach wydobywanych na wydmach oraz zachowanych stertach odpadków z dawnych osad ludzkich (ang. midden). Obszar występowania opisywany w latach 30. XX wieku jest ogólnie podobny do współczesnego (to jest: z 1. i 2. dekady XXI wieku).

## Pożywienie
W skład pokarmu ostrygojadów krótkodziobych wchodzą wstężnice (Nemertea), wieloszczety (Polychaeta), mięczaki, skorupiaki, szkarłupnie, żachwy i ukwiały, a rzadko również małe ryby.
Ostrygojady krótkodziobe żerują zarówno za dnia, jak i w nocy, szczególnie w dobrym świetle księżyca. Pokarmu szukają wyłącznie w strefie pływów, głównie przy niskim stanie wód odsłaniającym dno w strefie nerytycznej (sublittoralnej). Brodzą w wodzie sięgającej najwyżej do górnej części skoku. Zdobycz mogą przenosić w spokojniejsze miejsce, by uniknąć odebrania im jej przez inne drapieżniki, na przykład weki (Gallirallus australis). Zaobserwowano kilka sposobów zdobywania pożywienia:
- ostrygojady krótkodziobe łapią wstężnice poprzez wbijanie dzioba w wilgotny piasek na głębokość 25–75% długości dzioba; sukcesem kończy się to tylko w około 25% przypadków;
- obunogi i wstężnice zbierają z płytkich obszarów porośniętych płatami glonów. Zmieraczkowate (należące do obunogów) pozyskują dzięki płytkim sondowaniu piaszczystego podłoża i naniesionej przez wodę materii roślinnej;
- małże z częściowo rozchylonymi połówkami muszli ostrygojady krótkodziobe uderzają zaciśniętym dziobem (szerokość koniuszka jest mniejsza od 1 mm) głęboko między połówki muszli, następnie dociskają małża do podłoża, obracają głowę i dziób o 90° (zazwyczaj w lewo: 91,7% z 24 obserwacji), dzięki czemu dziób – w danym miejscu głęboki („wysoki”) na 9–12 mm – wywiera nacisk na zwieracze (przedni i tylny) i powoduje ich rozerwanie lub znaczne osłabienie. Otwarta muszla zapewnia dostęp do zdobyczy;
- ślimaki morskie nazywane potocznie czareczkami, które jeszcze nie przylgnęły mocno do podłoża, są oddzielane od niego ostrymi pionowymi uderzeniami dzioba w szczelinę między muszlą a skałą. Po osłabieniu ich uchwytu ostrygojady wbijają dziób pod muszlę lub podważają ją, aż czareczka nie odpadnie;
- chitony (należące do mięczaków) są odrywane od skał poprzez ostre uderzenia dziobem ustawionym pod kątem w płytki ich pancerza. Jeśli nie przynosi to efektu, to ostrygojady krótkodziobe naciskają z boku na nogę mięczaka, aż częściowo się nie odczepi. Po tym wsuwają dziób ustawiony bokiem (bardziej płaskim) do skały pod nogę chitona, a następnie ruchami dzioba przypominającymi cięcie nożyczkami oddzielają zdobycz od skały. Odwrócony pancerzem do dołu chiton zostaje umieszczony w szczelinie, a ostrygojad ponownie używa dzioba jak nożyczek i „wycina” miękkie tkanki. Niekiedy udaje mu się pozyskać je w jednym kawałku i połyka go w całości[9].

## Ekologia i zachowanie

### Preferencje środowiskowe

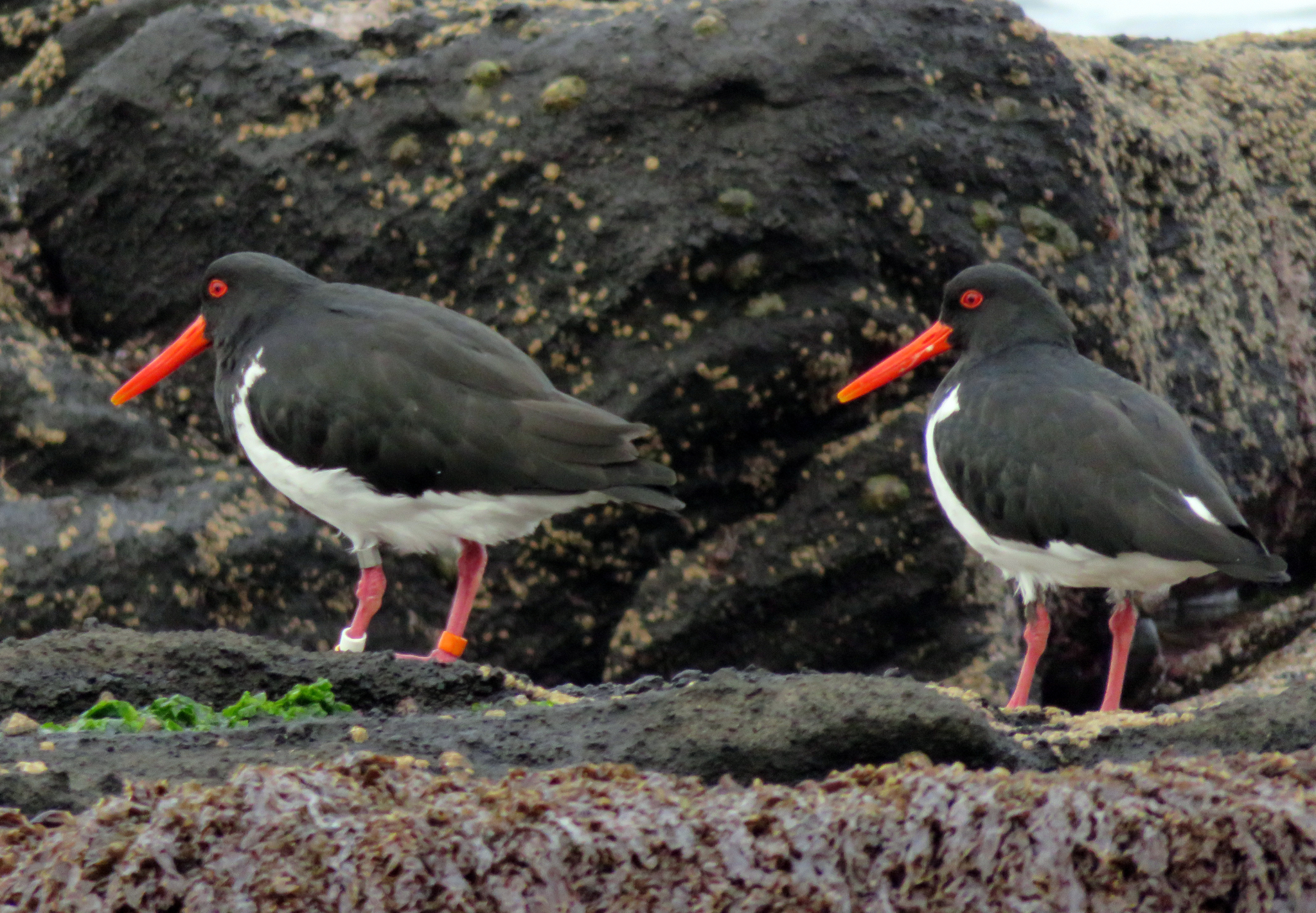
Para ostrygojadów krótkodziobych na Rangatira

Ostrygojady krótkodziobe zamieszkują wybrzeża oceaniczne. Przebywają głównie wzdłuż ich skalistych części, czasem na piaszczystych, żwirowych, kamienistych lub pokrytych głazami plażach. Żerują w różnorodnych środowiskach, zazwyczaj w strefie przybrzeżnej, zarówno na suchym lądzie, jak i w płytkiej wodzie. Gniazdują na plażach – piaszczystych, kamienistych lub pokrytych muszlami – niekiedy wśród niewysokiej roślinności, na słonym mokradle, między kamieniami albo głazami, na klifie lub w niewielkim zagłębieniu wśród skał. Podczas silnych wiatrów kryją się w bardziej osłoniętych miejscach. Na wybrzeżach kilku spośród Wysp Chatham, które ostrygojady krótkodziobe zamieszkują, często występują silne wiatry, a okazjonalnie pojawiają się fale sztormowe. Wiatry wieją przeważnie od południa i od zachodu. Średnia prędkość wiatru wynosi tu 25 km/h, jednak średnio 14 razy w roku sztormom towarzyszy wicher o prędkości przekraczającej 63 km/h (siła 8 w skali Beauforta).
Na Chatham, gdzie oprócz wybrzeża morskiego dostępne jest również wybrzeże laguny, ostrygojady krótkodziobe korzystają niemal wyłącznie z wybrzeża morskiego (98% obserwacji). Szerokie platformy skalne w strefie pływów oraz rozległe piaszczyste plaże są wybierane znacznie częściej (to jest: od 2 do 4 razy częściej), niż mogłaby na to wskazywać ich dostępność na wyspach. W latach 90. XX wieku zauważono częstsze wykorzystywanie piaszczystych plaż. Ten trend utrzymywał się jeszcze do połowy 1. dekady XXI wieku, kiedy liczebność populacji na północy wyspy Chatham rosła. Wzrost liczebności powoduje również zajmowanie nowych siedlisk, kiedy dane terytorium dzieli się na kilka mniejszych, a nowe pary lęgowe zajmują piaszczyste części wybrzeża. Te mają bardzo niewiele kamienistego podłoża lub w ogóle go nie ma, szczególnie wokół ujść strumieni; wcześniej takie miejsca nie były wykorzystywane do rozrodu. Terytoria ostrygojadów krótkodziobych mogą obejmować różne środowiska. Niektóre pary pokarmu szukają głównie na platformach skalnych (do 60% czasu poświęconego na żerowanie), inne – niemal całkowicie na piaszczystych plażach (76–95% czasu). Kolejne zaś do 22% czasu żerowania spędzały na pastwiskach. Jest to albo niedawne przystosowanie, albo wcześniej podczas badań terenowych przeoczono ten zwyczaj u ostrygojadów krótkodziobych.

### Tryb życia i zachowanie
Ostrygojady krótkodziobe nie podejmują wędrówek. Przebywają niemal wyłącznie przy wybrzeżu. W porze lęgowej pary prowadzą właściwie osiadły tryb życia i pilnie strzegą terytoriów, chociaż czasem odwiedzają inne miejsca, by w nich żerować. Terytoria mogą obejmować od 100 m do 1 km wybrzeża, jednak na gęsto zamieszkanych przez ostrygojady obszarach poszczególne pary mogą gniazdować niecałe 100 m od siebie. Wzrost liczebności populacji skutkuje dzieleniem się terytoriów na mniejsze; przykładowo 16 km wybrzeża wyspy Chatham, wzdłuż którego w 1998 gniazdowało 16 par, w 2006 zajmowały już 42 pary (stąd na 1 km wybrzeża przypadała już nie jedna para, a 2,63 pary, natomiast na jedną parę – średnio 380 m wybrzeża zamiast 1 km). Im bardziej wartościowe są siedliska w obrębie terytorium, tym zacieklej ostrygojady krótkodziobe go bronią. Reagują agresywnie na makiety przedstawiające ostrygojady ogólnie, lecz najbardziej na te o ubarwieniu właściwym ostrygojadom krótkodziobym. Nie podchodzą do lęgów przed ukończeniem 2. lub 3. roku życia, podobnie jak wiele innych ostrygojadów, a ogółem przystępują do rozrodu po raz pierwszy w wieku 2–6 lat. Czasem pary bronią terytoriów, ale nie gniazdują; zwykle przystępują do lęgów w kolejnym sezonie.
Młodociane ostrygojady krótkodziobe oraz dorosłe poza sezonem lęgowym (lub niepowodzeniu przez utratę jaj) rozpraszają się w terenie. Zdarza się, że przelatują między sąsiednimi wyspami, jak położone około 2 km od siebie Rangatira i Pitt Island. Czasami udają się na pobliskie tereny upraw, by tam żerować, zwłaszcza zimą oraz w bardziej wilgotnym środowisku. Młodociane osobniki odwiedzają zarówno inne terytoria, jak i miejsca poza obszarem gniazdowania gatunku. Są bardziej skore do włóczęgi od dorosłych. Ostrygojady krótkodziobe różnią się trybem życia, a poszczególne osobniki mogą być i widywane w wielu miejscach, i trzymać się wybranego. Występuje filopatria w odniesieniu do bardziej ogólnego miejsca pochodzenia. Przykładowo wśród 171 osobników zaobrączkowanych jako pisklęta w latach 1970–2006 około 37% podjęło lęgi w promieniu 5 km od miejsca wyklucia, a 63% – między 5 a 80 km od miejsca wyklucia. Większość gniazdowała jednak w tym samym obszarze: 87,5% ostrygojadów zaobrączkowanych na południowych Wyspach Chatham (n=60) gniazdowało również na południowych Wyspach, 5% na Wyspie Chatham, a 7,5% – na północnej Wyspie Chatham. Wśród tych pochodzących z północnej Wyspy Chatham (n=111) 90,1% gniazdowało w tym samym regionie, 8,4% – w innych miejscach Wyspy Chatham, a 1,5% – na południowych Wyspach.
Zazwyczaj ostrygojady krótkodziobe trzymają się w parach, które bronią terytorium cały rok, jednak bardziej stanowczo w okresie lęgowym. Poza sezonem lęgowym niektóre pary odwiedzają pobliskie miejsca, gdzie mogą żerować wspólnie z innymi parami lub samotnymi osobnikami. Występuje monogamia, a pary utrzymują się latami. Wysokie jest nie tylko przywiązanie do partnera, ale i do miejsca gniazdowania. Wiadomo o dwóch parach, które zostały razem przez co najmniej 10 lat. Według danych dostępnych autorom drugiego tomu HANZAB (1993), rozstawanie się par miało nie występować. Schmechel (2001) odnotował jednak takie przypadki podczas zbierania danych do swojej publikacji w latach 1994–1996. Wśród 42 przypadków par gniazdujących w określonym sezonie 67% z nich (28) nie odniosło sukcesu lęgowego. Trzy przypadki (7% ze wszystkich przyczyn niepowodzeń) autor uznał za rozstanie się pary lub śmierć jednego z partnerów. Druga z wymienionych sytuacji mogła przydarzyć się pierwszej parze, w której jeden z ostrygojadów zniknął bez śladu. Drugą i trzecią natomiast opisano jako zachowujące się nietypowo.

## Lęgi

### Sezon lęgowy
Okres lęgowy trwa od października do marca, aktywność lęgowa jest szczególnie nasilona od połowy listopada do połowy lutego. Składanie jaj rozpoczyna się pod koniec października i zazwyczaj kończy się pod koniec listopada, czasem trwa do końca grudnia, a nawet jeszcze w styczniu. Pisklęta są więc obecne w miejscach gniazdowania od końca listopada do początku marca, najliczniej od połowy grudnia do połowy stycznia. Prawdopodobnie młode opierzają się do końca stycznia. Pierwsze lęgi stosunkowo często kończą się niepowodzeniem, stąd często w odpowiednio późniejszej porze pojawiają się lęgi zastępcze. Inicjowane są jeszcze do początku lutego. W danym sezonie para ostrygojadów krótkodziobych może podjąć do czterech prób rozrodu.

### Gniazdo
Przeważnie gniazdo ostrygojadów krótkodziobych ma formę wygrzebanego w piasku zagłębienia, także między głazami wśród naniesionej przez morze materii organicznej lub na kamienistym podłożu. Zwykle są położone z przodu wydm pierwotnych (przednich), blisko maksymalnego poziomu wody na plaży podczas przypływu. Rzadko ostrygojady umieszczają je na płaskim piaszczystym obszarze za wydmą pierwotną albo w darni porastającej okoliczne tereny rolnicze. Schmechel (2001) badał między innymi biologię rozrodu ostrygojadów krótkodziobych z północnego wybrzeża Chatham. Z 45 gniazd 77% było umieszczone na piaszczystej plaży, a 23% – na skalistej. Gniazda umieszczone na podłożu piaszczystym, kamienistym, wśród roślinności lub w innym miejscu stanowiły na poszczególnych rodzajach plaż odpowiednio 76%, 9%, 28% i 18% oraz 3%, 66%, 37% i 4%. Na terytoriach obejmujących piaszczyste plaże oraz takich, gdzie występują plaże i tereny skaliste gniazda znajdowały się raczej w najszerszej części wybrzeża pozbawionej roślinności. Plaże, na których ostrygojady gniazdowały miały szerokość od 14 do 67 m, średnio 40 m (SD: 17 m; n=11).

### Jaja

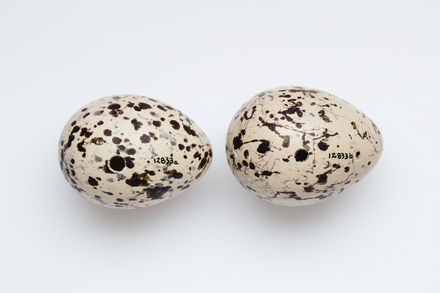
Jaja ostrygojada krótkodziobego ze zbiorów Auckland Museum

Zniesienie składa się z 2 lub 3 jaj. Zazwyczaj na początku sezonu są składane 3 jaja, częściej zdarza się to też u par gniazdujących po północnej stronie wyspy. Średnia wielkość zniesienia dla próby 61 lęgów to 2,2 jaja; bardzo rzadko zdarza się pojedyncze jajo (5% wszystkich zniesień, zawsze w lęgu zastępczym). Średnie wymiary 21 jaj: 56,94 ± 0,481 mm na 40,5 ± 0,26 mm; średnia masa 16 jaj: 45,96 ± 0,442 g. Jaja składane są w odstępach 48-godzinnych. Jeśli danej parze nie powiódł się lęg, to z kolejnym zniesieniem czeka co najmniej 3 tygodnie; według innego źródła po utracie jaj kolejne mogą być złożone już po 8–10 dniach. Po odchowaniu młodych do opierzenia nie przystępuje ponownie do lęgów.

### Wysiadywanie i opieka nad młodymi
Inkubacja trwa średnio 29 dni, a ogółem u par, które odniosły sukces lęgowy – od 23 do 30 dni. Obydwa ptaki z pary wysiadują, jednak samice dłużej. Samiec i samica zmieniają się co około 75 minut. Partner siedzącego właśnie na gnieździe osobnika czasami pilnuje okolicy, stojąc 5–10 m dalej. Zdarza się, że gniazdo z jajami jest zostawiane bez nadzoru na 15–20 minut, a nawet do godziny. Zaobserwowano jeden nieudany lęg, w którym z dwóch jaj pisklęta się nie wykluły, a piski trzeciego było słychać po 36 dniach inkubacji. Następnego dnia niemal udało mu się wykluć, prawdopodobnie jednak umarło. Zniknęło z gniazda w ciągu najbliższej doby. W przypadku par, których jaja nie nadają się do wylęgu – były niezapłodnione, zarodek obumarł lub zostały uszkodzone – są one zostawiane po co najmniej 40–55 dniach inkubacji. Najczęściej dochodzi do utraty lęgu dochodzi podczas tygodnia przed wykluciem i tygodnia po wykluciu – 60% przypadków niepowodzeń ma miejsce właśnie w którymś z tych dwóch okresów.
Ze względu na odstępy czasowe między poszczególnymi jajami klucie jest niesynchroniczne. Pisklęta opuszczają gniazdo po wyschnięciu, w pierwszym lub drugim dniu życia. Pozostają pod opieką rodziców przez co najmniej 6 tygodni. W razie niepokojenia przez drapieżniki posługujące się głównie wzrokiem, w tym ptaki – mewy, wydrzyki czy błotniaki moczarowe (Circus approximans) – pisklęta kryją się w szczelinie lub naniesionej na plażę przez przypływ materii, gdzie polegają na maskującym wzorze upierzenia i trwaniu w bezruchu. W pierwszym tygodniu życia nie potrafią się jednak jeszcze dobrze ukrywać, przez co często odłączają się od rodziców i łatwo padają łupem drapieżników, mimo że poruszają się już bardzo sprawnie i mają maskujące upierzenie. Zwykle uzyskują lotność w lutym lub marcu. Wówczas usamodzielniają się albo zostają z rodzicami jeszcze jakiś czas. Stają się w pełni opierzone w wieku 30–47 dni (średnio: po 39 dniach od wyklucia). Szybciej pełne upierzenie uzyskują młode, które są jedynymi w lęgu, w przypadku dwójki piskląt trwa to dłużej: odpowiednio około 30–40 dni oraz 42,5–46,5 dni. Następnie opuszczają terytorium swoich rodziców lub są z niego przeganiane po 24–42 dniach (przeciętnie około 33 dniach).

### Sukces lęgowy
Podczas trzech sezonów na wyspie Chatham (1994–1996) sukces klucia – tu zdefiniowany jako odsetek zniesień, z których wykluło się co najmniej jedno pisklę – dla podanych lat wynosił kolejno 62% (z n=13), 42% (z n=24) i 28% (z n=23), czyli ogółem 41% z 60 zniesień. Sukces klucia definiowany prościej – jako odsetek jaj, z których wykluły się pisklęta – w podanym okresie wyniósł 36% ze 134 jaj. Wówczas sukces lęgowy ostrygojadów krótkodziobych był jeszcze stosunkowo niski, zwiększył się dopiero dzięki skupionych na nim działaniom ochronnym. W podanym okresie do lęgów na Chatham Island (na którego populacji badanie było skupione) przystąpiło kolejno 11, 14 i 14 par (co daje 39 par w pojedynczych sezonach lęgowych). Liczba piskląt, które dożyły do uzyskania pełnego upierzenia, wynosiła kolejno: 1994 – 0,73/parę, 1995 – 0,50/parę, 1996 – 0,14/parę, a średnio w tych latach: 0,44/parę. Ogółem w latach 1994–1996 opierzenia dożyło 43% młodych. To razem z sukcesem klucia (według drugiej, prostszej definicji) daje ogólny sukces na poziomie 13% – zaledwie z takiego odsetka złożonych jaj wykluły się pisklęta, które zdążyły uzyskać pełne upierzenie.
Sukces lęgowy w latach 1970–2007 był badany na obszarach objętych ochroną w różnym stopniu i formie. Średnia minimalna liczba opierzonych piskląt na parę na obszarach bez działań ochronnych wynosiła 0,35 (SD: 0,33, ogółem: 0,0–1,0; n=41), przy pewnych działaniach – 0,41 (SD: 0,3, ogółem: 0–0,85, n =18), przy intensywnych działaniach – 1,04 (SD: 0,34, ogółem: 0,52–1,56; n=7), a dwóch na wyspach na obszarze rezerwatu – 0,4 (SD: 0,32, ogółem: 0,0–1,0; n=44). Statystycznie najbardziej pomyślne są lęgi zainicjowane na początku sezonu i złożone z dwóch jaj.

## Status, zagrożenia i ochrona
IUCN uznaje ostrygojada krótkodziobego za gatunek zagrożony (EN, Endangered) wyginięciem od 1994 (stan w 2021), wcześniej w 1988 zaliczono go do grupy gatunków zagrożonych (T, Threatened). BirdLife International uznaje trend liczebności populacji za dosyć stabilny, a w pierwszej dekadzie XXI wieku liczebność gwałtownie wzrastała. Nowozelandzki Department of Conservation w ramach krajowej klasyfikacji uznaje gatunek za krytycznie zagrożony, Nationally Critical.

### Trend i liczebność populacji
W poniższej tabeli przedstawiono zarówno wyniki liczenia (census) ostrygojadów krótkodziobych, jak i szacunkowe dane dotyczące całej populacji (w tym poza zbadanymi obszarami) oraz osobników w kilku określonych kategoriach. Uwaga: w danych dla roku 1987 minimalna liczebność populacji oraz maksymalna szacowana liczebność populacji zostały podane zgodnie ze źródłem, gdzie maksymalna szacowana liczebność jest mniejsza od minimalnej, opartej na zliczaniu, a nie szacunkowych danych.
|                                                          | Rok  | Rok  | Rok  | Rok  | Rok  | Rok  | Rok  | Rok  | Rok  | Rok  | Rok  | Rok             |
| 1987                                                     | 1998 | 1999 | 2000 | 2001 | 2002 | 2003 | 2004 | 2005 | 2006 | 2010 | 2014 |                 |
| -------------------------------------------------------- | ---- | ---- | ---- | ---- | ---- | ---- | ---- | ---- | ---- | ---- | ---- | --------------- |
| Długość zbadanego wybrzeża, w tym laguny (% całości)     | 83%  | 98%  | 55%  | 69%  | 62%  | 76%  | 91%  | 96%  | 55%  | 52%  |      |                 |
| Census                                                   | 103  | 142  | 117  | 159  | 193  | 199  | 246  | 257  | 223  | 238  | 309  |                 |
| Szacunkowa liczebność w nieobjętych censusem obszarach   | 0    | 0    | 14   | 12   | 8    | 9    | 7    | 10   | 32   | 34   |      |                 |
| Minimalna liczebność populacji                           | 112  | 144  | 146  | 191  | 222  | 239  | 286  | 316  | 317  | 313  |      | 309             |
| Maksymalna (szacowana) liczebność populacji              | 107  | 186  | 190  | 200  | 233  | 257  | 298  | 341  | 371  | 351  |      |                 |
| W tym osobniki gniazdujące wraz z zajmującymi terytorium | 84   | 98   | 106  | 117  | 137  | 152  | 175  | 179  | 185  | 219  |      | co najmniej 237 |
|                                                          |      |      |      |      |      |      |      |      |      |      |      |                 |

W latach 60. XIX wieku ostrygojady krótkodziobe były niepospolite („not common”), a w latach 30. XX wieku – niezbyt liczne („not particularly abundant”). Kilka krótkich raportów dotyczących ornitofauny Wysp Chatham w latach 50. XX wieku wspominało o niedużej i rozproszonej populacji tych ostrygojadów. Pierwszy raz szacunkowe dane dotyczące liczebności opublikowano w 1970 – miała wynosić około 50 osobników (dane częściowo oparto na wynikach obserwacji z lat 50.).
Pierwsze kompletne zliczanie przeprowadzono w 1987. Wówczas odnaleziono 110 osobników, w tym 44 pary lęgowe, po ponownej interpretacji danych – 42 pary. W 1998 wśród 142 osobników było od 34 do 41 par lęgowych, po ponownej interpretacji danych – 144 osobniki, w tym 49 par. Oznacza to wzrost liczebności o 29% względem 1987. W ciągu kolejnych siedmiu sezonów (1998–2004) prowadzono wzmożone działania ochronne na północy Wyspy Chatham. Ostatecznie liczebność populacji wzrosła ponad dwukrotnie (121%), z 144 do 316 osobników, a liczba par – z 49 do 89. Wartości te oparto na wynikach cenzusów prowadzonych każdego roku na części obszaru występowania H. chathamensis. Obejmowały większość najważniejszych miejsc gniazdowania, obserwacje osobników identyfikowanych dzięki kolorowym obrączkom oraz szacunkowe dane dla obszarów nieobjętych censusem. W latach 2005–2006 wzrost liczebności zdawał się ustawać, choć liczba gniazdujących par zwiększyła się do 109. Liczebność populacji między 1987 a 1998 zwiększała się o 2,3% rocznie, w latach 1998–2004 – o 15,1%, w latach 2004–2006 – zaledwie o 0,5% rocznie. Nieopublikowane wyniki censusu z 2010 mówią o 309 osobnikach. Zarówno w 2010, jak i w 2014 liczebność populacji wynosiła między 300 a 320 osobników, w tym od 110 do 120 par lęgowych. Są to dane z nieopublikowanych raportów, przekazane przez BirdLife International.
W 1970 populacja ostrygojadów krótkodziobych była skupiona na Rangatira i Mangere. Minimalna liczebność wynosiła 52 osobniki. Z tego 34 (65%) odnotowano na Rangatira, Mangere i Pitt Island, 10 (19%) – na północnej Wyspie Chatham, a 8 (16%) – w jej pozostałej części. Proporcje zmieniały się z upływem lat. W 2004 roku na północnej Wyspie Chatham występowało już 60% ostrygojadów krótkodziobych, na pozostałej części tej wyspy – nieco ponad 20%, a na południowych Wyspach Chatham – prawie 20%. Na Rangatira w 1937 gniazdowały trzy pary, w latach 70. XX wieku już 11–13 par; prawdopodobnie sprzyjało temu pozbycie się z wyspy owiec oraz brak drapieżników. Wyprowadzanie nadzwyczaj wysokiej liczby piskląt przez tamtejsze ostrygojady zdaje się być przyczyną powiększenia się populacji na wszystkich wyspach. Później na Rangatira gniazdowało coraz mniej par, stopniowo spadając do 4 par w sezonie 2005/2006.

### Przeżywalność i długość życia
W 1988 uznano roczną przeżywalność dorosłych i młodocianych na Rangatira za wysoką, wynoszącą odpowiednio 88% i 48–68%. Mimo tego sukces lęgowy był niski i przypuszczano, że po 50–70 latach liczebność populacji może być wystarczająco nieliczna, by gatunek znalazł się na granicy wymarcia. Według bardziej współczesnych informacji zarówno osobniki młodociane, jak i dorosłe cechują się wysoką przeżywalnością. W strefach objętych ochroną czynną przeżywalność dorosłych wynosi średnio 98%, a osobników młodocianych – 89%. Tam, gdzie tej ochrony brakuje przeżywalność jest niższa. Nieopublikowana analiza losów 472 osobników zaobrączkowanych w latach 1970–2004 wskazuje na przeżywalność dorosłych, gniazdujących już osobników na poziomie 98% na północnej Wyspie Chatham (zarówno przed, jak i po wdrożeniu działań ochronnych), na północnej Wyspie Chatham poza miejscami objętymi ochroną – 97%, a w pozostałych miejscach – 92%. Przeżywalność niegniazdujących, ale zdolnych do tego w razie dostępności brakującego partnera czy terytorium wynosiła na wspomnianych trzech różnych obszarach 96%, 95% i 86% w skali roku. Dla młodocianych w ciągu roku po zaobrączkowaniu było to odpowiednio 87–89%, 86% i 65%.
Ostrygojady krótkodziobe należą również do długowiecznych ptaków. Według stanu wiedzy z 2009 długość ich życia wynosić może co najmniej 30 lat. Jeden ze szczególnie wiekowych osobników został oznakowany jako dorosły w 1970. Był to już gniazdujący osobnik, więc podczas akcji znakowania musiał mieć już co najmniej 2–3 lata. Przeżył do roku 1998, wówczas miał co najmniej 30 lat. Drugi został oznakowany jako pisklę w 1977, w 2006 – po 29 latach – nadal żył. Zarówno źródło opublikowane w 2009, jak i kolejne z 2014 nie wspominają jednak o losach tego osobnika. W latach 70. i 80. (poza końcówką) XX wieku średnia długość życia na Rangatira i Mangere wynosiła 7,7 lat. Prawdopodobnie była jednak większa, niż to wykazały badania.

### Zagrożenia

#### Przyczyny niepowodzeń lęgów
Podczas trzech sezonów na wyspie Chatham (1994–1996) główną przyczyną utraty jaj było zalanie gniazda (48%), drugie w kolejności (26%) były przyczyny nieznane. Do pozostałych przyczyn należało między innymi zniszczenie jaj przez pojazd (jeden przypadek), zadeptanie przez bydło lub konie (nie jest to pewne, ale zwykle przemieszczały się w pobliżu) i drapieżnictwo. Prawdopodobnie jajami posilały się weki (Galirallus australis) i czajki płatkolice (Vanellus miles). Weka została na Chatham introdukowana. Czajki płatkolice natomiast przemieściły się na Nową Zelandię z Australii w latach 30. XX wieku w ramach naturalnej ekspansji, a ich pierwszy lęg na wyspie Chatham miał miejsce w 1981. Od tamtego czasu ich populacja ustabilizowała się na Chatham i Pitt Island. Często przyczyny utraty jaj nie można pewnie wskazać, ponieważ zostaje bardzo niewiele śladów. Wynika to z częstych opadów deszczu i silnych wiatrów, które zacierają tropy drapieżników lub inne ślady. Ponadto ostrygojady krótkodziobe wyrzucają z gniazda skorupki rozbitych jaj, podobnie jak i po wykluciu się piskląt. Do znanych drapieżników pożywiających się jajami ostrygojadów należą też wydrzyki subantarktyczne (Stercorarius antarcticus lonnbergi).
W latach 1999–2001 w ramach wideomonitoringu części gniazd udało się nagrać 19 przypadków splądrowania gniazda lub jego zniszczenia. Za 13 przypadków (76%) odpowiadały koty domowe (Felis catus), za trzy – weki, a w trzech pozostałych sytuacjach była to mewa nowozelandzka (Chroicocephalus novaehollandiae scopolinus), owca (Ovis aries) rozdeptująca jaja oraz wymycie jaj przez wodę. Niektóre zagrożenia skutkujące utratą jaj stanowią ryzyko również dla piskląt. Są to między innymi drapieżniki, które spożywają zarówno jaja, jak i pisklęta, a do tego mogą niepokoić ostrygojady i ich potomstwo. Należą do nich między innymi koty domowe. Dodatkowo są w stanie upolować dorosłego osobnika, na co wskazują znajdowane czasami truchła noszące ślady ataku drapieżnika.

#### Ogólne zagrożenia
Niewielka liczebność ostrygojadów krótkodziobych prawdopodobnie jest wynikiem połączenia kilku czynników: odłowu, niszczenia środowiska i wprowadzenia obcych dla Wysp Chatham drapieżników. Z obecności kości ostrygojadów wśród odpadów z osad ludzkich wynika, że na te ptaki polowali rdzenni mieszkańcy Wysp Chatham, Moriori – z pochodzenia Polinezyjczycy, na Wyspy Chatham dotarli w XVI wieku. Pod koniec XIX wieku odławiano ptaki celem pozyskania okazów muzealnych.
Czynniki odpowiadające za spadek liczebności populacji oraz współczesne zagrożenia można podzielić na 5 kategorii:
- drapieżnictwo. Szczególnym zagrożeniem są wprowadzone na Wyspy Chatham drapieżniki, zwłaszcza koty domowe. Zjadają zarówno jaja, jak i pisklęta, a obecność szczątków dorosłych osobników sugeruje, że i te padają ofiarą kotów. Weki, również obce dla Wysp Chatham, są oportunistami pokarmowymi, podobnie jak mewy czerwonodziobe, psy (Canis lupus familiaris), prawdopodobnie też błotniaki moczarowe, czajki płatkolice oraz obce dla wysp kitanki lisie (Trichosurus vulpecula) i świnie domowe (Sus scrofa)[26].
- przekształcanie środowiska. W latach 40.–50. XIX wieku rozpoczął się chów owiec i bydła na wyspie Chatham, a do 1901 większość lasów na wyspie już wycięto. Roślinność na wybrzeżu uległa znacznym zmianom wskutek nadmiernego wypasu oraz zadeptywania przez zwierzęta gospodarskie[17]. Na początku XX wieku celem regeneracji zniszczonej roślinności wydmowej wprowadzono na Chatham piaskownicę zwyczajną (Ammophila arenaria), która okazała się być gatunkiem inwazyjnym. Prawdopodobnie użyteczność piaszczystych części wybrzeża dla ostrygojadów krótkodziobych zmalała, jako że pojawiły się gęste kępy roślinności, a strome zbocza wydm położone są blisko poziomu morza w trakcie przypływu. Nie są dobre warunki do gniazdowania dla ostrygojadów, natomiast gniazda zakładane na pozostałych wąskich piaszczystych plażach są narażone na wymywanie podczas sztormów[17];
- katastrofy naturalne lub skrajne warunki pogodowe. Gniazda ostrygojadów krótkodziobych są podatne na wymycie podczas wiosennych przypływów lub silnych wiatrów powodujących powstawanie fal sztormowe. Szczególnie niebezpieczne jest narastanie strat przez połączenie skrajnych warunków pogodowych i drapieżnictwa. Prawdopodobnie sprzyja temu modyfikacja ekosystemu wydm spowodowana wprowadzeniem i ekspansją piaskownicy zwyczajnej, która zmusiła ostrygojady do gniazdowania w niewykorzystywanych dotąd miejscach, które łatwiej ulegają zalaniu[26];
- niepokojenie przez ludzi, zwierzęta gospodarskie i psy. Psy prócz niepokojenia ostrygojadów mogą również zjadać jaja, pisklęta i prawdopodobnie także dorosłe osobniki. Niepokojenie przez ludzi i zwierzęta gospodarskie czyni gniazda bardziej narażonymi na ataki drapieżników, jako że są mnie chronione przez gniazdujące osobniki. Ponadto może dojść do śmierci piskląt wskutek wyziębienia albo przegrzania[26];
- zadeptywanie gniazd przez owce i bydło oraz rozjeżdżanie. Na północnej Wyspie Chatham regularnie bydło i owce przemierzają plaże i przynajmniej raz zaobserwowano, jak zadeptały pisklę. Gniazda są też narażone na rozjechanie, szczególnie przez quady[26].

Nowym zagrożeniem – jak zasugerowano w 2016 – może okazać się niewielka różnorodność genetyczna, jako że ostrygojady krótkodziobe uległy efektowi wąskiego gardła.

### Ochrona i badania naukowe
Aktywne działania od dekad były najważniejsze zarówno w ochronie ówczesnej populacji, jak i stymulowaniu wzrostu liczebności. Na Mangere i Rangatira ochronę bierną i czynną, mającą na celu przywrócenie lokalnego ekosystemu do możliwie pierwotnego stanu, rozpoczęto w latach 50. i 60. XX wieku. Zwiększanie się populacji ostrygojadów krótkodziobych na tych wyspach miało wynikać z pozbycia się stamtąd owiec. Później nastąpił spadek liczebności; mógł wynikać z przywrócenia zakrzewień na wybrzeżu oraz lasów, co zmniejszyło powierzchnię dogodnych do gniazdowania obszarów.
W 1999 rozpoczęły się badania potrzebne do opracowania programu ochrony ostrygojada krótkodziobego, Chatham Island Oystercatcher Recovery Plan. Był realizowany w latach 2001–2011. Zakładał dwa podstawowe cele:
- w perspektywie następnych 10 lat: zwiększenie sukcesu lęgowego i przeżywalności dorosłych osobników tak, by całkowita liczebność populacji była większa niż 250 osobników; to pozwoliłoby zmienić status zagrożenia z zagrożonego (EN) na narażonego na wyginięcie (VU);
- w dłuższej perspektywie: przywrócić do stanu naturalnego wybrzeża tak, by zachowanie liczebności populacji powyżej 250 osobników było możliwe przy minimalnym nakładzie pracy związanym z ochroną czynną.

Na północy Wyspy Chatham (w regionach Wharekauri i Maunganui) w latach 90. XX wieku prowadzono nieregularne działania na rzecz ochrony gniazdujących ostrygojadów. Obejmowały rozstawianie pułapek do odłowu drapieżników oraz stawianie ogrodzeń wokół miejsc wypasu zwierząt gospodarskich. W pewnym ograniczonym zakresie mogło to wpłynąć na zwiększenie sukcesu lęgowego. Pastuchy elektryczne o standardowej wysokości 1 m zarówno wokół miejsc wypasu, jak i wokół gniazd ostrygojadów (jeśli pierwsze rozwiązanie było niemożliwe) okazały się być skutecznym zabezpieczeniem przed bydłem i owcami. Na 16 terytoriach umieszczono od 2 do 4 platform z wypełnionej piaskiem opony położonej na kawałku sklejki o boku 1 m i obsypanej dookoła piaskiem. W środku stworzono zagłębienie, by ostrygojady chętniej uznały platformę za dobre miejsce na gniazdo. Same platformy umieszczano blisko miejsca, w którym znajdowało się gniazdo w ubiegłym sezonie. Zniesienie jaj nieco wyżej od reszty gruntu miało zapobiegać ich wymyciu przez fale sztormowe. W ciągu 7 sezonów lęgowych (1998/1999, 1999/2000, ...2004/2005) zaobserwowano kolejno 1, 2, 7, 5, 3, 5 i 0 zniesień na platformach. W ramach odłowu drapieżników od października do lutego rocznie pozbywano się z wyspy od 26 do 51 kotów i nawet 719 wek.
W 2004 zakończono działania na północy Wyspy Chatham i w 2005 skupiono się na Pitt Island. Gniazdowało tam 7 par, a docelowo miał się zwiększyć ich sukces lęgowy. Osiągnięto jednak nikłe wyniki. Jednym z wyjaśnień jest spadek liczebności populacji w latach 2005–2006 poprzedzony widocznie niższą liczebnością dojrzałych, ale niegniazdujących osobników oraz stosunkowo częstych rozpadów par na dawniej czynnie chronionych obszarach. Niepomyślne lęgi w sezonie 2005/2006 zostały do pewnego stopnia „zrekompensowane” sukcesem w 2007, kiedy w Maunganui i Wharekauri opierzenia dożyło łącznie 26 młodych. Do 2010 liczba gniazdujących par wzrosła do blisko 120, ale nadal było coraz mniej niegniazdujących, choć już dojrzałych osobników. Na początku 2. dekady XXI wieku populacja zdawała się ustabilizować na poziomie około 310 osobników. W 2011 przewidywano jednak spowolnienie tempa wzrostu liczebności ostrygojadów krótkodziobych w wyniku zmniejszonej przeżywalności dorosłych osobników i ponownego spadku sukcesu lęgowego. W roku 2022 najnowsze publicznie dostępne dane BirdLife International pochodziły z 2021 roku i wskazywały jednak na ustabilizowanie się populacji.
W badaniach naukowych poświęconych ostrygojadowi krótkodziobemu (lub nowozelandzkim ostrygojadom ogólnie) szczególny udział mieli:
- Allan John Baker (1943–2014), kanadyjski ornitolog, Nowozelandczyk z pochodzenia, szczególnie zainteresowany siewkowcami. Serię badań poświęcił różnym zagadnieniom związanym z nowozelandzkimi ostrygojadami: porównywał stan ich populacji, systematykę, morfologię, ekologię, zachowania i żerowanie. Przyglądał się również statusowi poszczególnych gatunków, liczebności populacji i jej trendom.
- Alison Davis, który dokonał przeglądu dostępnych informacji o statusie gatunku oraz ocenił wielkość populacji i trend jej liczebności, zbadał przeżywalność, przebieg lęgów oraz preferencje środowiskowe[17]. Jego raport nie jest publicznie dostępny. Dostarczył wielu informacji między innymi o lęgach, które oprócz trzech publikacji – w tym właśnie serii artykułów Bakera oraz pracy Davisa – były niemalże w ogóle niezbadane.
- Frances Schmechel badał preferencje środowiskowe, ekologię rozrodu i stan populacji ostrygojada krótkodziobego[18][19].
- Peter Moore przewodził podczas prowadzenia prac dla Department of Conservation, które miały ocenić skuteczność poszczególnych form ochrony. Wyniki tych badań przydały się podczas realizacji programu ochrony gatunku w latach 2001–2011. Moore śledził również wpływ prowadzonych działań na populację i nadzorował inne programy, na przykład obrączkowania i barwnego oznaczania poszczególnych osobników celem umożliwienia badań na osobnikach, których „tożsamość” można ustalić[23][21][17].